# Crochi
Crochi è una frazione del Comune di Caulonia in provincia di Reggio Calabria, dista  5,14 km dal comune.
Si trova sul versante destro della fiumara Amusa.

## Monumenti
Nella frazione è presente il "Piccolo Eremo delle querce in Santa Maria di Crochi".